# Абулхайр-султан
Абулхайр-султан (1530—1578) — поэт, потомок тимурида Мирзо Улугбека, представитель узбекской династии Шейбанидов, в Бухарском ханстве.

## Биография
Абулхайр-султан родился в Самарканде. Он был старшим сыном представителя династии шибанидов — Джаванмард Али-хана, который был сыном самаркандского правителя Абу Саид-хана. У него были братья Музаффар-султан, Махди-султан, Кучум-султан, Дустим-султан. Он активно участвовал в междоусобных войнах шибанидов и сражался в разных частях обширного Бухарского ханства.
В 1568 году Абулхайр-султан, захватил Шахрисябз, когда правитель этого города Хусрав-султан был на охоте. Абдулла-хан повел войска на помощь Хусрав-султану. Однако не смог взять город. Позже в 1578 году Абдулла-хан передал Самарканд в управление Абулхайр-султану, однако затем отношения между ними ухудшились и привели к гибели Абулхайр-султана

## Поэзия
Писал стихи под псевдонимом Ишки.
В своих стихах он восхвалял праздник Науруз.
Подробные сведения о нем дают самаркандский историк Мутриби и историк Мухаммед Яр ибн Араб Катаган (1560—1630).

## Гибель
Из-за организации смуты в Бухарском ханстве был казнен в 1578 году.